# Canton de La Désirade
 (novembre 2021).
Si vous disposez d'ouvrages ou d'articles de référence ou si vous connaissez des sites web de qualité traitant du thème abordé ici, merci de compléter l'article en donnant les références utiles à sa vérifiabilité et en les liant à la section « Notes et références ».
Pour les articles homonymes, voir La Désirade.
Le canton de La Désirade est une ancienne division administrative française, située dans le département de la Guadeloupe et la région Guadeloupe.

## Composition
Le canton de La Désirade comprenait une commune ainsi que les deux îles (inhabitées, étant un parc naturel) de la Petite-Terre
- La Désirade : 1 621 habitants

## Représentation
| Période                                                 | Période      | Identité             | Étiquette          | Qualité                                                           |
| ------------------------------------------------------- | ------------ | -------------------- | ------------------ | ----------------------------------------------------------------- |
| 1955                                                    | 1967         | Anatole Eulalie      | SFIO puis Soc.ind. | Maire de La Désirade (1947-1971)                                  |
| 1967                                                    | 1973         | Aubert Saint-Auret   | DVG                |                                                                   |
| 1973                                                    | 1979         | Jean Mimiette        | DVD                | Maire de La Désirade (1971-1977)                                  |
| 1979                                                    | 1991 (décès) | Max Mathias Mathurin | PS                 | Président d'Air Guadeloupe Maire de La Désirade (1977-1991)       |
| 1991                                                    | 2004         | Emmanuel Robin       | PS puis DVG        | Responsable de la Régie des eaux Maire de La Désirade (1991-2001) |
| 2004                                                    | 2015         | René Noël            | DVG                | Enseignant Maire de La Désirade (2001-2014)                       |
| Les données antérieures ne sont pas encore mentionnées. |              |                      |                    |                                                                   |